# Paul Duboy

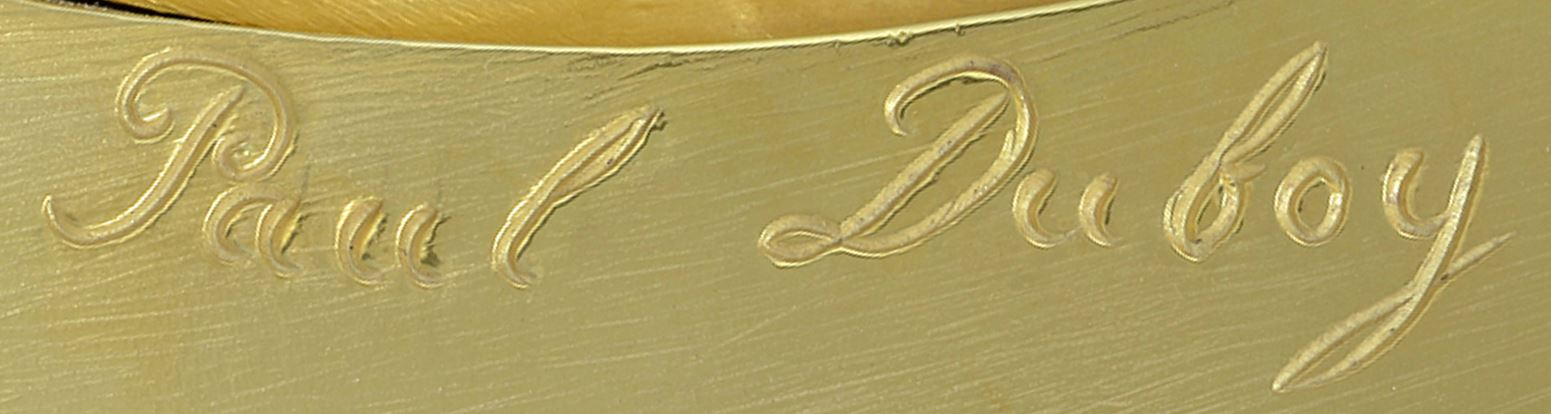
Eine Signatur von Paul Duboy

Paul Duboy (* 8. Juli 1830 in Tours; † 1886) war ein französischer Bildhauer.

## Leben
Paul Duboy war Schüler von Jean François Théodore Gechter and Jean-Jacques Elshoecht. Er besuchte ab 1849 die École des Beaux-Arts de Paris. Zwischen 1852 und 1883 zeigte er auf dem Salon de Paris regelmäßig Arbeiten wie Büsten, Statuen und Medaillons. Sein letztes Werk, eine Bronzebüste des jungen Mädchens Thérèse Girard, wurde posthum auf dem Salon von 1887 gezeigt.
Einige seiner Entwürfe wurden von der Manufacture royale de porcelaine de Sèvres in Porzellan umgesetzt, von denen sich Exponate im Bestand des Musée Baron-Martin in Gray befinden. Seine Arbeit Buste d’une jeune femme war 1975 Teil einer Ausstellung in den Königlichen Museen für Kunst und Geschichte in Brüssel.
Einer seiner Schüler war der Bildhauer Frédéric Fouchet.

## Werke (Auswahl)

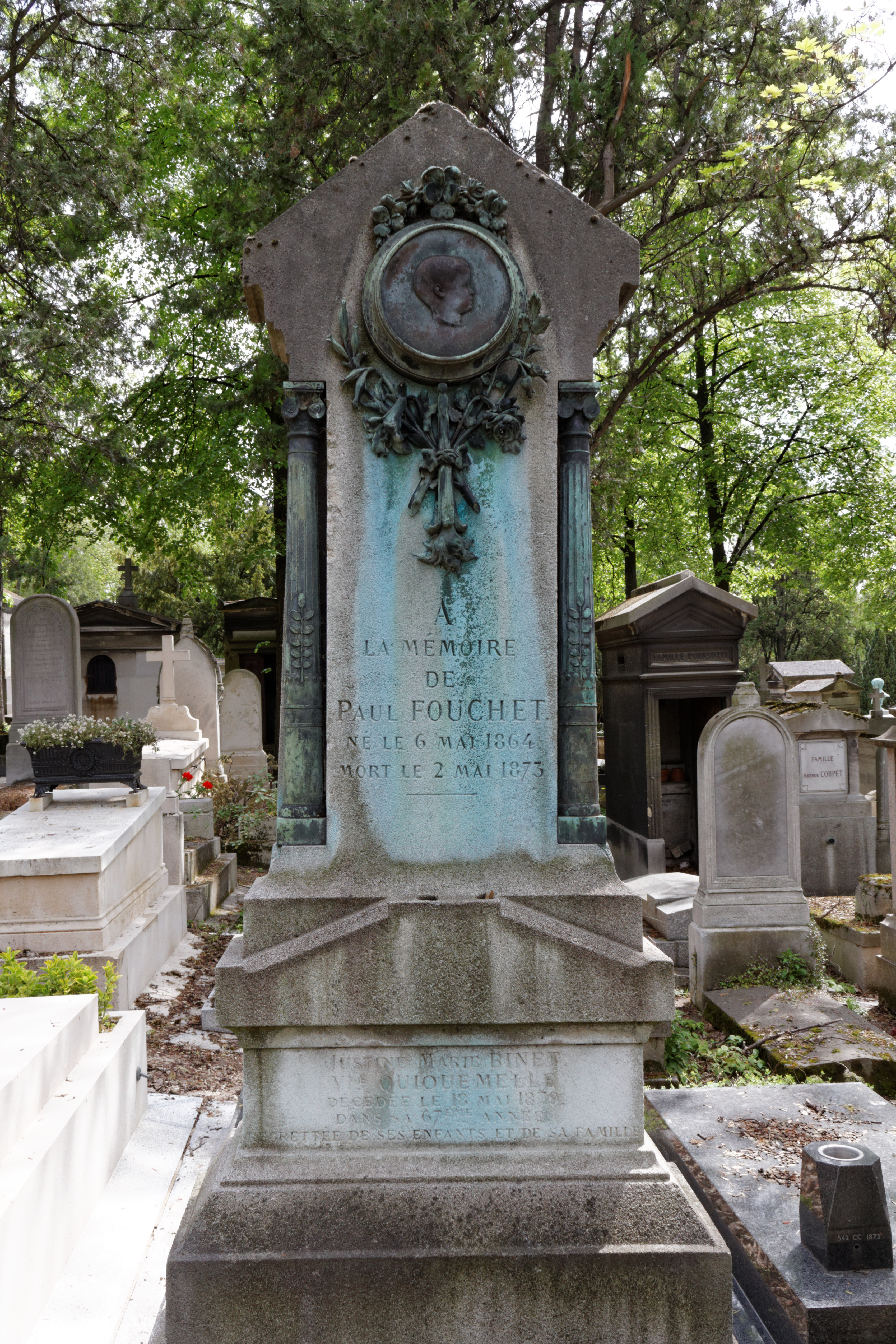
Bronzemedaillon M. Paul Fouchet von 1868, Friedhof Père Lachaise

- Portrait de M. Ch. Deburau, Statue, Gips, 1852
- La Source, Statuette, Bronze, 1869
- Bacchante, Statutte, Bronze, 1870
- Léda, Statue, Gips, 1876
- M. Paul Fouchet, Medaillon, Bronze, Cimetière du Père-Lachaise, 1868
- Portrait Mlle. V. Négri, Medaillon, Gips, 1875
- Portrait Mlle. Fanny R., Medaillon, Bronze, 1878
- Portrait de M. Bélan, Medaillon, Bronze, 1883
- Portrait de Mme F., Büste, Gips, 1867
- Portrait de M.G., Büste, Gips, 1868
- M. le docteur F.B., Büste, Bronze, 1881
- Ma fille, Büste, Bronze, 1882